# Cecilia
Cecilia je píseň amerického hudebního dua Simon & Garfunkel. Skladba vyšla v dubnu 1970 jako třetí singl z pátého studiového alba Bridge Over Troubled Water (1970). 
Píseň se ve Spojených státech stala hitem a dosáhla na čtvrté místo v žebříčku Billboard Hot 100. V žebříčku Cash Box Top 100 se dostala na první místo. Písni Cecilia se také dařilo v Kanadě, Německu, Nizozemsku a Španělsku, kde se dostala na druhé místo, a také ve Švýcarsku a Belgii, kde dosáhla na třetí příčku. Ve Spojeném království úspěšná nebyla, vyšla tu jako singl asi šest měsíců po albu. Stala se ale námětem mnoha coververzí, především od zpěváka Suggse, v jehož verzi se objevilo raggamuffinové duo Louchie Lou & Michie One. Tato nahrávka se v roce 1996 ve Spojeném království umístila na čtvrtém místě.

## Pozadí vzniku písně
Píseň, kterou napsal Paul Simon, vznikla během noční party, na které duo a jejich přátelé začali tlouct na lavičku u klavíru. Rytmus písně vymysleli Simon, Garfunkel a Simonův mladší bratr Eddie. Pro zábavu ho nahráli pomocí magnetofonu, dále použili dozvuk a přizpůsobili rytmus vytvořený strojem. Při tom byli schopni synchronizovat svůj živý rytmus s doznívajícím zvukem na nahrávce. Kamarád popadl kytaru, brnkal a přerušoval rytmus slovem „aahs“.
Simon se později k nahrávce vrátil a při jejím poslechu složil kytarovou linku písně. Našel úsek, dlouhý něco málo přes minutu, o kterém měl pocit, že má pěkný základ. On a producent Roy Halee vytvořili smyčku tohoto úseku, což před příchodem digitálního nahrávání nebyl snadný úkol. Duo později nahrálo další prvky písně v nahrávacím studiu Gower Street Columbia Records v Hollywoodu, které se obvykle používá pro nahrávání smyčcových sekcí. Simon & Garfunkel upustili na parket paličky a začlenili tento zvuk do skladby. Kromě toho Simon hrál náhodné tóny na xylofon, a tyto prvky byly ve finální verzi komprimovány tak, že nebylo slyšet, zda byly zahrány správně nebo ne. Na bicí hrál zkušený bubeník Wrecking Crew Hal Blaine.
Text „milování odpoledne“ patřil v té době k Simonovým nejvýraznějším. Simon v dokumentu The Harmony Game z roku 2011 uvedl, že během počátečního úspěchu písně potkal veterána z války ve Vietnamu, který se nedávno vrátil domů. Muž řekl Simonovi, že když vojáci píseň slyšeli, považovali ji za znamení měnících se mravů jejich země.
V roce 2008 se Stephen Colbert v rozhovoru zeptal Simona, proč by měl vypravěč písně po milování vstát a umýt si obličej. Simon odpověděl: „No, jsou to 60. léta, takže si to nepamatuji.“
Simon navrhl, aby „Cecilia“ v názvu odkazovala na svatou Cecílii, patronku hudby v katolické tradici, a tak by píseň mohla odkazovat na frustraci z prchavé inspirace při psaní písní, na rozmary hudební slávy nebo na absurditu popkultury. Píseň je obecně interpretována jako nářek nad vrtošivou milenkou, která zpěvákovi způsobuje úzkost i radost. Svatá Cecilia je zmíněna v další písni Paula Simona „The Coast“ (z jeho alba The Rhythm of the Saints z roku 1990): „Rodina hudebníků se na noc ukryla v malém přístavním kostele svaté Cecilie.“